# Фонтекијаро (Кјети)
Фонтекијаро (итал. Fontechiaro) је насеље у Италији у округу Кјети, региону Абруцо.
Према процени из 2011. у насељу је живело 355 становника. Насеље се налази на надморској висини од 136 м.